# Arenosclera brasiliensis
Arenosclera brasiliensis är en svampdjursart som beskrevs av Muricy och Ribeiro 1999. Arenosclera brasiliensis ingår i släktet Arenosclera och familjen Callyspongiidae. Inga underarter finns listade i Catalogue of Life.